# Mario Scheiber
Mario Scheiber (* 6. März 1983 in Lienz, Osttirol) ist ein ehemaliger österreichischer Skirennläufer. In seiner Karriere, die mehrfach durch Verletzungen unterbrochen wurde, gelangen ihm 13 Podestplätze in Weltcuprennen, aber kein Sieg. Seine Stärken lagen vor allem in den schnellen Disziplinen Abfahrt und Super-G, aber auch im Riesenslalom und in der Super-Kombination erreichte er gute Resultate.

## Biografie
Scheiber wohnt in St. Jakob in Defereggen und absolvierte das Skigymnasium in Stams. Schon sehr früh kam er zum Skiclub seines Heimatortes und bald gelang ihm die Aufnahme in den Kader des Tiroler Skiverbandes. Als 15-Jähriger bestritt er im November 1998 seine ersten FIS-Rennen. Scheiber entwickelte sich zu einem guten Allrounder. Er wurde 2000 in seiner Altersklasse dreifacher österreichischer Jugendmeister (Abfahrt, Super-G und Slalom) und daraufhin in den Nachwuchskader des Österreichischen Skiverbandes (ÖSV) aufgenommen. Im Jänner 2001 kam er bei den Rennen in Zauchensee erstmals im Europacup zum Einsatz, blieb dabei aber noch weit von den Punkterängen entfernt. Drei Wochen später belegte er bei den Juniorenweltmeisterschaften 2001 den zwölften Platz im Slalom. Nach weiteren punktelosen Europacuprennen im Jänner und Februar 2002 gewann Scheiber bei den Juniorenweltmeisterschaften 2002 die Silbermedaille in der Abfahrt und schaffte damit den Aufstieg in den B-Kader des ÖSV.
In der Saison 2002/03 erreichte Scheiber bereits mehrere Top-10-Platzierungen im Europacup. Am 19. Februar stand er mit Platz drei in der Abfahrt von Tarvisio erstmals auf dem Siegerpodest. Wenig später gewann er bei den Juniorenweltmeisterschaften 2003 zeitgleich mit dem Schweizer Daniel Albrecht die Goldmedaille im Riesenslalom sowie Bronze im Super-G. Als Juniorenweltmeister konnte er beim Saisonfinale in Hafjell erstmals im Weltcup starten, er schied jedoch im zweiten Durchgang des Riesenslaloms aus. Scheiber wurde Ende März 2003 österreichischer Meister im Super-G und stieg nach diesem Winter in den ÖSV-A-Kader auf. Er feierte am 18. Dezember 2003 in der Abfahrt am Tonalepass seinen ersten Sieg im Europacup und wurde mit weiteren drei Podestplätzen in der Saison 2003/04 Fünfter in der Gesamtwertung und jeweils Dritter im Abfahrts- und Super-G-Klassement, womit er sich in diesen Disziplinen für den nächsten Winter einen Fixstartplatz im Weltcup sicherte.
Bereits im dritten Weltcuprennen der Saison 2004/05 stand Scheiber als Dritter im Super-G von Beaver Creek erstmals auf dem Podest. Im Februar und März folgten zwei zweite Plätze in den Abfahrten von Garmisch-Partenkirchen und Kvitfjell. Am Ende des Winters konnte er sich sowohl im Abfahrts- als auch im Super-G-Weltcup unter den besten zehn klassieren. Nach dem Gletscherauftakt in Sölden zu Beginn der Saison 2005/06 verletzte sich Scheiber am 13. November 2005 im Riesenslalomtraining in Sun Peaks schwer. Er erlitt einen Kreuzbandriss im rechten Knie und musste den Rest des Winters pausieren. Schon in seinem zweiten Weltcuprennen in der Saison 2006/07, dem Super-G in Lake Louise, stand Scheiber wieder auf dem Podest. Im Dezember erreichte er zwei dritte Plätze in den beiden Abfahrten von Bormio und im März wurde er nochmals Zweiter im Super-G von Kvitfjell. Auch im Riesenslalom und in der Super-Kombination gelangen ihm Top-10-Ergebnisse, wodurch er den neunten Platz im Gesamtweltcup und im Abfahrtsweltcup sowie den vierten Platz im Super-G-Weltcup erreichte. Als möglicher Medaillenanwärter ging er bei den Weltmeisterschaften 2007 in Åre jedoch nach Platz acht in der Abfahrt und Rang elf im Super-G leer aus.
In der Weltcupsaison 2007/08 erreichte Scheiber drei Podestplätze: Er wurde im Super-G von Beaver Creek und in der Abfahrt von Kitzbühel jeweils Zweiter und belegte im Super-G von Kitzbühel Platz drei. Am 6. März 2008, seinem 25. Geburtstag, verletzte er sich aber beim Riesenslalom-Training in Maria Alm an der linken Schulter schwer. Nach einer Operation musste er die Saison vorzeitig beenden. Wegen einer neuerlichen Verletzung war die folgende Saison 2008/09 für Scheiber bereits nach nur drei Rennen zu Ende: Er zog sich am 30. November 2008 im Super-G von Lake Louise ohne Sturz einen Knorpel- und Meniskusschaden im Knie zu und konnte wegen anhaltender Schmerzen im Rest des Winters an keinen weiteren Rennen teilnehmen.
Sein mittlerweile drittes Comeback im Weltcup gab Scheiber am 25. Oktober 2009 in Sölden im ersten Riesenslalom der Saison 2009/10. Nachdem es in den ersten Rennen des Winters noch nicht nach Wunsch gelaufen war und er sich noch dazu beim Abfahrtstraining in Beaver Creek einen Knorpelschaden im linken Knie zugezogen hatte, erreichte er am 19. Dezember bei der Abfahrt in Gröden als Zweiter das Podest. Zehn Tage später fuhr er in der Abfahrt von Bormio erneut die zweitschnellste Zeit, wurde jedoch wegen einer zu hohen Standhöhe im Skischuh disqualifiziert. Bei den Olympischen Winterspielen 2010 kam Scheiber in der Abfahrt auf den vierten Platz und verpasste eine Medaille um zwölf Hundertstelsekunden. Beim Weltcupfinale in Garmisch-Partenkirchen fuhr er als Zweiter der Abfahrt erneut auf das Podest. Im Abfahrts- und Super-G-Weltcup wurde er jeweils Fünfter.
Die Saison 2010/11 begann Scheiber mit einem zweiten Platz in der Abfahrt von Lake Louise, dem weitere Top-5-Resultate folgten. Am 27. Jänner 2011 stürzte er im Abfahrtstraining auf der Piste La Verte in Chamonix schwer. Scheiber erlitt einen Nasenbeinbruch und eine Nasen-Nebenhöhlenfraktur sowie einen Bruch des rechten Schlüsselbeins und musste wiederum die Saison vorzeitig beenden. Nachdem er zu Beginn des nächsten Winters wegen Rückenschmerzen nicht an den Nordamerika-Rennen teilnehmen hatte können, gab er sein neuerliches Comeback am 16. Dezember 2011 mit Platz neun im Super-G von Gröden – seinem 100. Weltcuprennen. Aufgrund zunehmender Schmerzen im rechten Knie fuhr er im Rest der Saison 2011/12 nur noch einmal unter die schnellsten 20. Am 12. März 2012 erklärte Scheiber wegen der gesundheitlichen Probleme seinen Rücktritt vom alpinen Skirennsport.
Seit dem Sommer 2013 gehört Scheiber zum Trainerstab des Österreichischen Skiverbandes und betreut das Europacup-Team der Damen.

## Erfolge

### Olympische Spiele
- Vancouver 2010: 4. Abfahrt, 20. Super-G

### Weltmeisterschaften
- Åre 2007: 8. Abfahrt, 11. Super-G

### Weltcup
- 13 Podestplätze in Einzelrennen
- 1 Sieg bei Mannschaftswettbewerben

### Weltcupwertungen
| Saison  | Gesamt                              | Gesamt                              | Abfahrt                             | Abfahrt                             | Super-G                             | Super-G                             | Riesenslalom                        | Riesenslalom                        | Kombination                         | Kombination                         |
| Saison  | Platz                               | Punkte                              | Platz                               | Punkte                              | Platz                               | Punkte                              | Platz                               | Punkte                              | Platz                               | Punkte                              |
| ------- | ----------------------------------- | ----------------------------------- | ----------------------------------- | ----------------------------------- | ----------------------------------- | ----------------------------------- | ----------------------------------- | ----------------------------------- | ----------------------------------- | ----------------------------------- |
| 2004/05 | 16.                                 | 429                                 | 8.                                  | 247                                 | 9.                                  | 166                                 | –                                   | –                                   | 15.                                 | 16                                  |
| 2005/06 | verletzungsbedingt keine Ergebnisse | verletzungsbedingt keine Ergebnisse | verletzungsbedingt keine Ergebnisse | verletzungsbedingt keine Ergebnisse | verletzungsbedingt keine Ergebnisse | verletzungsbedingt keine Ergebnisse | verletzungsbedingt keine Ergebnisse | verletzungsbedingt keine Ergebnisse | verletzungsbedingt keine Ergebnisse | verletzungsbedingt keine Ergebnisse |
| 2006/07 | 9.                                  | 584                                 | 9.                                  | 254                                 | 4.                                  | 190                                 | 24.                                 | 44                                  | 14.                                 | 96                                  |
| 2007/08 | 21.                                 | 411                                 | 21.                                 | 129                                 | 9.                                  | 205                                 | 33.                                 | 44                                  | 30.                                 | 33                                  |
| 2008/09 | 91.                                 | 47                                  | 44.                                 | 12                                  | 33.                                 | 20                                  | 41.                                 | 15                                  | –                                   | –                                   |
| 2009/10 | 15.                                 | 472                                 | 5.                                  | 273                                 | 5.                                  | 199                                 | –                                   | –                                   | –                                   | –                                   |
| 2010/11 | 31.                                 | 267                                 | 16.                                 | 159                                 | 18.                                 | 108                                 | –                                   | –                                   | –                                   | –                                   |
| 2011/12 | 89.                                 | 55                                  | 40.                                 | 26                                  | 37.                                 | 29                                  | –                                   | –                                   | –                                   | –                                   |

### Europacup
- Saison 2003/04: 5. Gesamtwertung, 3. Abfahrtswertung, 3. Super-G-Wertung
- 5 Podestplätze, davon 1 Sieg:

| Datum             | Ort                   | Land    | Disziplin |
| ----------------- | --------------------- | ------- | --------- |
| 18. Dezember 2003 | Ponte di Legno/Tonale | Italien | Abfahrt   |

### Juniorenweltmeisterschaften
- Verbier 2001: 12. Slalom
- Tarvisio 2002: 2. Abfahrt
- Briançonnais 2003: 1. Riesenslalom, 3. Super-G

### Weitere Erfolge
- Österreichischer Meister im Super-G 2003
- 3 Siege in FIS-Rennen (1× Riesenslalom, 2× Slalom)